# Bukačka
Rezerwat Bukačka – najważniejszy małopowierzchniowy obszar chroniony w Obszarze Chronionego Krajobrazu Góry Orlickie, rozpościerający się na północny zachód od Šerlicha. Został założony w 1954 na obszarze o powierzchni 50,74 ha dla ochrony pierwotnej puszczy bukowej.

## Flora
Rezerwat tworzy karłowata pierwotna buczyna z domieszką świerku, klonu jaworu i jarzęba pospolitego oraz torfowa łąka. W rezerwacie rosną 294 gatunki roślin telomowych, z czego 23 chronione. Przez swoją gatunkową różnorodność Rezerwat Bukačka bywa nazwany ogrodem botanicznym Gór Orlickich.

## Dostęp
Przez Bukačkę i jej najbliższą okolicę wiedzie ścieżka dydaktyczna Wokół Deštnégo, która zaczyna się w Deštném-Zákoutí, idzie przez Šerlich, Bukačkę i dalej przez rozdroże Sedloňovský černý kříž i kończy się w Deštném koło kościoła. Mierzy około 15 km i ma 8 postojów. Trasa ścieżki dydaktycznej pokrywa się z głównym orlickim szlakiem grzbietowym – oznakowanym na czerwono   Szlakiem Jiráska.